# Белокриницкий комбинат хлебопродуктов
Белокриницкий комбинат хлебопродуктов (укр. Білокриницький комбінат хлібопродуктів) — предприятие пищевой промышленности в посёлке городского типа Белая Криница Херсонской области.

## История
Предприятие возникло в 1932 году, когда в соответствии с первым пятилетним планом развития народного хозяйства СССР был построен элеватор.
Во время Великой Отечественной войны в ходе боевых действий и во время немецкой оккупации предприятие было полностью разрушено, но в дальнейшем началось его восстановление.
В 1959 году был построен и введён в строй новый элеватор.
В 1975 году были построены ещё два корпуса элеватора рабочим объёмом 22,4 тыс. тонн.
В соответствии с 11-м пятилетним планом развития народного хозяйства СССР при элеваторе был построен крупный комбикормовый завод производственной мощностью 200 тыс. комбикормов в год (который был введен в эксплуатацию 5 февраля 1983 года).
В 1987 году КХП получил собственный маневровый тепловоз ТГМ23В.
После провозглашения независимости Украины комбинат перешёл в ведение министерства сельского хозяйства и продовольствия Украины.
В марте 1995 года Верховная Рада Украины внесла комбинат в перечень предприятий, приватизация которых запрещена в связи с их общегосударственным значением.
После создания в августе 1996 года государственной акционерной компании «Хлеб Украины» комбинат стал дочерним предприятием ГАК «Хлеб Украины».
После создания 11 августа 2010 года Государственной продовольственно-зерновой корпорации Украины комбинат был включён в состав предприятий ГПЗКУ.

## Современное состояние
Основными функциями предприятия являются приём, сушка, хранение и отгрузка зерновых культур (пшеницы, кукурузы, ячменя), а также семян масличных культур (рапса и подсолнечника).
Объёмы хранения составляют 52,4 тыс. тонн (в том числе элеваторная — 30 тыс. тонн и складская — 22,4 тыс. тонн).